# JR福知山線脱線事故
JR福知山線脱線事故（ジェイアールふくちやませんだっせんじこ、Derailment Accident on the Fukuchiyama Line ）は、2005年（平成17年）4月25日9時18分ごろに西日本旅客鉄道（JR西日本）の福知山線（JR宝塚線）塚口 - 尼崎間で発生した列車脱線事故。乗客と運転士合わせて107名が死亡、562名が負傷した。
なお、JR西日本では「福知山線脱線事故」ではなく「福知山線列車事故」と呼称している。マスコミなどでは「JR宝塚線脱線事故」「尼崎JR脱線事故」などとも呼称される。

## 概要

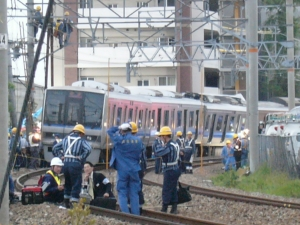
脱線した207系（塚口側）

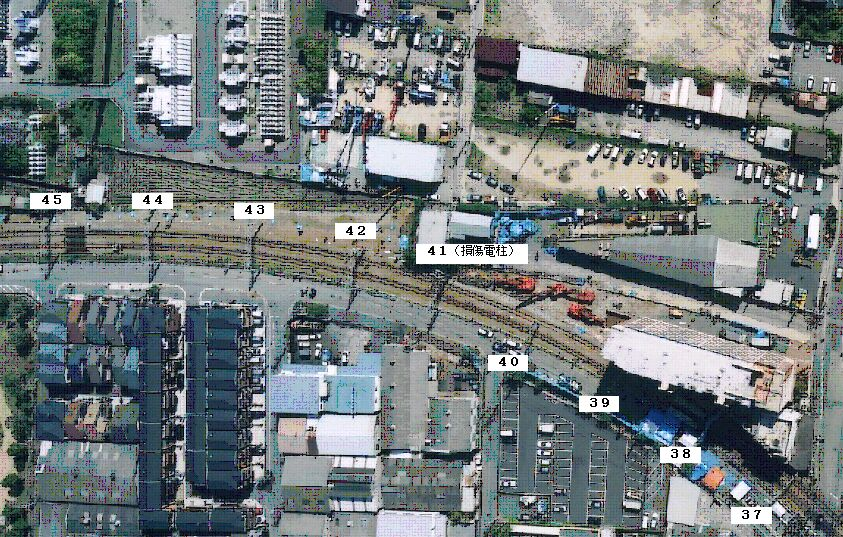
事故現場の空撮写真

2005年（平成17年）4月25日（月）9時18分ごろ、兵庫県尼崎市久々知にある福知山線塚口駅 - 尼崎駅間の制限速度70 km/hの右カーブ区間（曲率半径304 m。塚口駅の南約1 km、尼崎駅の手前約1.4 km地点、尼崎駅起点上り約1.805 km地点）に、宝塚発JR東西線・片町線（学研都市線）経由同志社前行きの上り快速（列車番号5418M、207系7両編成）が116 km/hで進入し、列車の前5両が脱線した。
脱線したうちの前3両は線路から完全に逸脱し、先頭の2両は線路脇の分譲マンション「エフュージョン尼崎」（2002年竣工）に激突。先頭車は1階ピロティ部の駐車場へ突入し、2両目はマンション外壁へ横から激突するとともに、脱線逸脱してきた3 - 4両目と挟まれて圧壊して外壁にへばりつくような状態となり、1 - 2両目は原形をとどめないほどに大破した。また、4両目は反対側の下り線を支障していた。
事故列車は、同志社前行きの4両編成と途中の京田辺駅で切り離す予定だった、3両編成を連結した7両編成で運転していた。前から1・4・5・7両目の制御車には、列車の運行状態（非常ブレーキ作動の前後5秒間）を逐一記録するモニター制御装置の装備があり、航空・鉄道事故調査委員会が解析を行ったところ、前から5両目（後部3両編成の先頭車両）と7両目に108 km/hの記録が残されていた。先頭車両が脱線、急減速した影響でジャックナイフ現象によって車列が折れ、連結器部分で折り畳まれるような形になったために、側面から玉突きになって被害が拡大した。
当時、事故車両の1両目は、片輪走行で左に傾きながらカーブ開始点付近の線路そばにある電柱に接触し、マンション脇の立体駐車場と同スペースに駐車していた乗用車を巻き込みながら左に横転、マンション1階の駐車場部分へと突入して奥の壁に正面から激突した。続く2両目は、急減速した1両目と後部車両の影響で左向きに回転し、マンションに車体側面から建物に巻き付きへばりつくような形で『く』の字型に大破。3両目も同様に左向きに回転し、2両目と側面同士で衝突するように停止。最終的に元々の進行方向と前後が逆になった。4両目は、回転した3両目に押し出されるようにして下り線の線路と西側側道の半分を遮る状態でそれぞれ停止した。5両目は僅かな脱線に留まったほか、6・7両目は脱線しなかった。
駐車場周辺において、電車と衝突して大破した自動車からガソリン漏れが確認されており、引火を避けるためにバーナーや火花が散る電動カッターなどの重器具を使用することができず、救助作業は難航した。後部車両の撤去作業も並行して実施され、被害者の救助作業は事故発生から3日後の4月28日まで継続した。
オーバーランの隠蔽
事故列車は、直前の停車駅である伊丹駅で所定の停車位置を72 m超過（オーバーラン）していた。これについて、事故が起きる前に運転士が車掌に対して「まけてくれへんか」とオーバーランの距離を短く申告するように打診し、車掌が新大阪総合指令所（現：近畿総合指令所）に対して72 mのオーバーランを8 mと報告し、JR西日本も当初車掌の証言通り8 mのオーバーランと発表していた。また、塚口駅通過時に、約1分遅れと伊丹駅発車後に比べて遅れを約30秒回復しているとの証言がある。このことから、事故後にほかの路線や鉄道会社において発生した列車のオーバーランについても大きくクローズアップされた。
事故後
JR西日本が事故当日に行った発表の中で、線路上への置石による脱線の可能性を示唆したことから、愉快犯による線路上への置石や自転車などの障害物を置くといった犯罪も相次いだ。事故後、現場の曲率半径304 mの曲線区間は制限速度70 km/hから60 km/hに、手前の直線区間は120 km/hから95 km/hへとそれぞれ変更された。
二重事故の回避
事故発生と同時刻には、並行する下り線に尼崎駅9時16分発の新大阪発城崎温泉（この年の3月1日に「城崎駅」より改名）行・特急「北近畿（現在の「こうのとり」）」3号（列車番号3003M、183系4両編成）が接近していた。事故車両4両目が下り線を短絡したことにより、事故現場付近の下り第一閉塞信号が停止現示、手前の下り第二閉塞信号が注意現示となったため、これを受けて3003Mの運転士は列車を減速・停止させようとしていた。さらに、事故を目撃した近隣住民が近くの踏切支障報知装置（踏切非常ボタン）を押したため、特殊信号発光機が停止信号を現示。運転士はこれを察知し、同特殊信号発光機のおよそ40m手前に停止させたことで間一髪で二重事故は回避された。なお、運転士は停車後、防護無線を発報している。

### 被害

#### 死傷者
近隣住民および下り列車に対しての二重事故は免れたものの、死者107人（当該列車の運転士含む）、負傷者562人を出す大惨事になった。犠牲者が確認されたのは、大半が1両目か2両目の乗客で、車両不明の4人を除くと3両目までであった。
国鉄分割民営化後の死者数としては、1991年（平成3年）の信楽高原鐵道列車衝突事故（死者42人）を上回る史上最悪となる死傷者を出した。戦後（国鉄時代含む）では、八高線の列車脱線転覆事故（184人）、鶴見事故（161人）、三河島事故（160人）に次いで4番目、戦前および戦中にさかのぼっても7番目となる甚大な被害を出した。
また、以下の著名人が犠牲者・被害者となっている。
- 雑賀陽平（漫画家、画商） - 当事故で死去[17]
- 万理沙ひとみ（元宝塚歌劇団星組娘役） - 当事故で右脚粉砕骨折・左脚靱帯損傷の重傷を負う[18]
- 岡崎愛子 - 大学生時代に当事故で頸髄損傷、首から下に麻痺が残った。のち車椅子アーチェリー選手（W1クラス）となった[19]。

このほか学校行事で乗車中の乗客の被害者として、当日にユニバーサル・スタジオ・ジャパンへ遠足に向かっていた川西北陵高校の生徒2名が死亡、他14人が負傷している。
また、犠牲者の遺族や友人、負傷しなかった乗客、事故列車が激突したマンションの住人、救助作業に参加した周辺住民や消防隊員・警察官など、広範囲でPTSDやサバイバーズ・ギルトを発症するなど大きな影響を及ぼした。事故の直接の犠牲者には含まれないものの、事故の犠牲者の婚約者や負傷しなかった乗客など、事故がきっかけとなり自殺した例も報道されている。

#### 受傷理由
脱線衝突の衝撃で車体が圧壊して内装部材や車体に押し潰されたことによる損傷などを負ったとするものもあるが、最も多かった死因は、車内で飛ばされるなどして打撲受傷した頭蓋底骨折や陥没骨折などによる脳挫傷、急性硬膜外血腫、硬膜下血腫などの脳と頭部の損傷で、死者のうち42人、全体の40%を占めていた。
その他に胸腹腔内損傷、胸腹部圧迫による窒息死（圧死）、頚椎損傷、骨盤骨折による失血死やクラッシュ症候群（クラッシュシンドローム）などであった。同じ車両から救出された生存者であっても、クラッシュ症候群により手足切断などの後遺障害を伴う重傷者が複数人確認されている。

#### 周辺建築物等への被害
当時マンションには47世帯が居住していたが、倒壊の恐れに備えてJR西日本が用意したホテルなどへ避難した。事故後も2世帯が残っていたが、8月上旬までに順次マンションを離れたため空き家状態になった。その後、マンションは4階より上層階を取り壊し、遺構の一部を取り込んだ慰霊施設「祈りの杜 福知山線列車事故現場」として整備され、2018年（平成30年）9月21日から一般公開されている。
物的損害の全貌は明らかにされていないが、駐車場に停めてあった多数の自動車が破壊された。

### 救助活動
1995年（平成7年）1月17日に発災した阪神・淡路大震災（兵庫県南部地震）の経験が生かされ、迅速な救助活動が行われた。事故発生直後、いち早く現場へ駆けつけて救助を始めたのは近隣住民であり、何らかの活動をした企業は約30社、約400人にのぼった。尼崎市中央卸売市場や近隣工場の職員、地元住民の協力によって列車内に残された乗客の搬出、負傷者の応急手当、タオルや氷・水・工具の提供、二次災害に備えた消火器の準備などが行われた。
死傷者があまりにも多く、救急車のみでは搬送が追いつかなかったため、歩行可能な負傷者および軽傷者は警察のパトロールカーや近隣住民の自家用車などで病院に搬送された。また、多数の負傷者を一度に搬送するため、大型トラックの荷台に乗せて病院へ搬送する手段が取られた。本来、座席を持たないトラックの荷台に人を乗せて公道を走ることは道路交通法違反にあたるが、兵庫県警察は一刻を争う緊急事態であることを考慮し、白バイおよび機動パトロール隊の先導を条件に、道路交通法第56条2項を類推適用し黙認した。後に救助・救援活動の功績を讃えて、同年7月に76企業・団体と1個人に対して国から感謝状が、8月には48企業・団体と34個人に対して兵庫県警から感謝状が、9月には32企業・団体と30個人に対して尼崎市から感謝状がそれぞれ贈呈された。また、11月には日本スピンドル製造と1個人に対して紅綬褒章が授与された。
一方、当該列車にJR西日本の社員2名が乗車していたことも判明している。この社員らが職場に連絡をしたところ、上司から出勤命令が出たため救助活動をせずに出勤したことが判明し、人命軽視として大々的に報道された。
公的機関としては、尼崎市消防局は県内消防本部の特別救助隊・救急隊に応援を要請（広域消防相互応援協定を含む）。兵庫県は緊急消防援助隊の応援要請、兵庫県警は広域緊急援助隊の出動要請をそれぞれ行った。さらに兵庫県は陸上自衛隊第3師団への災害派遣要請を行うも、現場はガソリンが流出しており引火の危険性が高く、同部隊の保有する救助資機材が使用できなかったため、同日17時には撤収した。救助活動は主に消防の特別救助隊が行い、警察やJR関係者、陸自（同日中に引き上げ）については搬送支援を行った。消防機関としては管轄の尼崎市消防局、県内の消防応援隊、緊急消防援助隊として大阪府の大阪市消防局・堺市消防局・枚方寝屋川消防組合、京都市消防局、岡山市消防局から特別救助隊や救急隊、航空隊など293隊1,095名が出動し、約240名を救出した。また、災害派遣医療チームが事故現場周辺に展開して大量の負傷者が発生した場合のトリアージを実施している。事故から約2時間後には、尼崎市により事故現場至近の大成中学校が開放されて避難所として利用されたほか、緊急車両の待機場や消防防災ヘリコプターの臨時ヘリポートとして活用された。
広域消防相互応援協定により、複数自治体から応援があった一方で、負傷者の搬送先はそのほとんどが兵庫県下の病院となった。尼崎市と隣接する大阪府への搬入も多数あったものの、JR西日本に付属する大阪鉄道病院（杉野成院長）は、患者受け入れ要請を「事故現場から遠い」との理由で断っている。その後、距離的にさらに遠いりんくう総合医療センターが受け入れている事実を指摘されたところ「救急指定病院ではない」と理由を変えて受け入れを拒否し続けた。この大阪鉄道病院の患者受け入れ拒否については、後に垣内社長が国会で謝罪している。重傷者については、神戸市消防局航空機動隊、兵庫県防災航空隊および大阪市消防航空隊の消防防災ヘリコプターによる搬送も行われた。

## 事故調査
兵庫県警察および航空・鉄道事故調査委員会により原因解明が進められ、2007年（平成19年）6月28日に最終報告書が発表された。
4　原因　(p243)
```
本事故は、本件運転士のブレーキ使用が遅れたため、本件列車が半径304mの右曲線に制限速度70km/hを大幅に超える約116km/hで進入し、1両目が左へ転倒するように脱線し、続いて2両目から5両目が脱線したことによるものと推定される。
```

```
本件運転士のブレーキ使用が遅れたことについては、虚偽報告を求める車内電話を切られたと思い本件車掌と輸送指令員との交信に特段の注意を払っていたこと、日勤教育を受けさせられることを懸念するなどして言い訳等を考えていたこと等から、注意が運転からそれたことによるものと考えられる。
```

```
本件運転士が虚偽報告を求める車内電話をかけたこと及び注意が運転からそれたことについては、インシデント等を発生させた運転士にペナルティであると受け取られることのある日勤教育又は懲戒処分等を行い、その報告を怠り又は虚偽報告を行った運転士にはより厳しい日勤教育又は懲戒処分等を行うという同社の運転士管理方法が関与した可能性が考えられる。 　
```

5.1　所見　(p246)
6.1 同社が講ずるべき措置
同社は、次の措置を講ずるべきである。
(1) 運転技術に関する教育の改善
```
運転技術に関する教育について、例えば、①インシデント等に関する情報を分析して得られた注意配分に関する知見をもとに教育を行う、②分かりやすくイメージしやすい資料や運転シミュレータなどを適切に使用して教育を行う、③制限速度超過の危険性を十分に認識させるなど、実践的な教育を充実強化するべきである。 また、一部の運転士にぺナルティであると受け取られている日勤教育についても、このような実践的な運転技術に関する教育を充実させるなど、精神論的な教育に偏らず、再教育にふさわしい事故防止に効果的なものとするべきである。 
```

(2) ブレーキ装置の改良
```
運転士が回生ブレーキ作動の有無に注意を払わずに済むよう、ブレーキハンドルの位置が同じならば回生ブレーキ作動の有無にかかわらず、可能な限り差のない減速度が得られるようにするべきである。 また、ATSによる本来必要のないブレーキ作動が発生しないよう、実際のブレーキ減速度が設定基準値に対して、安全上必要とされる以上に過大とならないようにするべきである。 さらに、ブレーキハンドルが常用ブレーキ8ノッチ位置と非常位置との間にあるときのブレーキ無作動の対策を講ずるべきである。 運転士が多形式の車両を運転する場合があることから、車両形式等の違いによるブレーキ性能等の差を可能な限り小さくして運転士の負担を軽減し、運転士の注意が前方の安全確認等に向けられるようにするべきである。 
```

(3) 人命の安全を最優先とした運行管理
```
列車脱線事故が発生した場合に事故現場付近を原則として速やかに停電させることなど、列車脱線事故発生時等における最も安全と考えられる対応方法を定めたマニュアルを整備するなどして、どのような状況においても人命の安全を最優先とした運行管理を行うよう改めるべきである。 
```

(4) 標識の整備
```
曲線標等の標識類について、確実かつ容易に認識されるよう、改善、充実するべきである。
```

6.2 事故発生時における車両の安全性向上方策の研究
```
事故発生時における被害軽減に関しては、平成14年2月22日に発生した九州旅客鉄道株式会社鹿児島線における列車衝突事故に鑑み、衝突時の車両の安全性向上に関する取組の強化について建議した（平成14年4月26日）ところであるが、本事故の発生に鑑み、客室内の空間が確保されるよう車体構造を改善することを含め、引き続き車両の安全性向上方策の研究を進めるべきである。また、客室内設備についても、事故発生時における被害軽減の観点から、手すりの配置、形状の改善などを検討するべきである。 
```

航空・鉄道事故調査委員会の認定した脱線の原因については「脱線した列車がブレーキをかける操作の遅れにより、半径304mの右カーブに時速約116kmで進入し、1両目が外へ転倒するように脱線し、続いて後続車両も脱線した」という典型的な単純転覆脱線と結論づけられた。現在では現場の自動列車停止装置(ATS)には速度照査機能が追加されたが、2005年（平成17年）6月 - 2010年（平成22年）10月までに速度超過で列車が緊急停止する事態が11件も起こっており、速度が出やすい「魔のカーブ」とされている。
なお、この脱線事故の原因の究明および以後の事故防止のために航空・鉄道事故調査委員会が調査を行った。同委員会は2008年（平成20年）10月1日に運輸安全委員会へ改組されているが、本項では組織名を航空・鉄道事故調査委員会のまま記述する。

### 列車速度超過説（事故報告書、通説）
航空・鉄道事故調査委員会の鉄道事故調査報告書によると、当該列車運転士は当日、事故現場に至る以前から、JR東西線にてATS-P曲線速照機能が動作したり、分岐器制限速度を超過したり、ATS-SWの確認扱いを怠って非常ブレーキを動作させたりするなど、通常の運転ではあまり見られない操作を繰り返していたことが記録より判明した。
- 京橋駅→尼崎駅：下り普通電第4468M列車（JR東西線で尼崎駅まで運行）
  - 加島駅直前の半径250 mの曲線の手前約99 mにて、ATS-Pによる常用最大ブレーキが1.8秒間作動。曲線制限速度いっぱいの65 km/hで曲線に入る。
- 尼崎駅→宝塚駅：下り回送電第回4469M列車（事故時と反対方向への回送列車）
  - 川西池田駅 - 中山寺駅間で、閉塞信号機が進行にもかかわらず不自然に惰行し、10 km/h程度まで速度低下。
  - 宝塚駅手前で場内信号機の停止現示を受けて手前で徐行していたあと、注意現示に変わると力行開始。現示制限速度の55 km/hを超えても力行カットせず、さらに分岐器にその速度制限40 km/hを超えた約65 km/hで進入。ATS-SWロング地上子を踏んでATSベル鳴動するも確認扱いを行わず、非常ブレーキ作動し、進入ホームの手前端部付近で停止。指令に報告せずにATS復帰扱い（報告義務あり）。
  - さらに同駅構内で、ATS-SW誤出発防止地上子を踏んで再び非常ブレーキが作動し停止。このとき、列車が場内に進入してから規定時間（44秒）を超えていたことから[注 5]、誤出発防止地上子は即時停止情報を送出していた[32]。なお、誤出発防止地上子により停止した場合は、指令への報告義務はない。
  - 宝塚駅から折り返すため反対方向の運転室に移動するが、平均的運転士ではマスコンキーを抜いてから1分程度で運転室を出るものの、2分50秒ほどかかった。
  - ここまでいずれもダイヤ上の遅延は1分未満であり、大きく遅れているわけではなかった。
- 宝塚駅→京橋駅：上り快速電第5418M列車（事故列車）
  - 北伊丹駅通過後、伊丹駅停止位置手前643 mで約113 km/hにて惰行時、ATS-Pの次駅停車予告アナウンスがあるもブレーキをかけず、手前468 mで約112 km/hのとき、Pの停車警報が鳴り、ブレーキをB7 - 8に入れる[注 6]。停止位置で止まりきれずに44 mオーバーランしたときに車掌が車掌弁を引き非常ブレーキにより停止、72 mのオーバーラン。なお、運転士は直通予備ブレーキも動作させていた[注 7]。その後、後退させて駅に停車。
  - 伊丹駅を1分20秒遅れで出発後、車両及び線区最高速度の120 km/h±数km/hいっぱいで力行を続ける[注 8]。塚口駅上り場内信号機手前で力行カットし、その後は微ブレーキを短時間操作したがほぼそのままの速度で惰行。事故現場の半径304 mの右曲線（70 km/h制限）に116 km/hで進入、脱線転覆した。
  - なお、北伊丹駅辺りから事故現場の曲線まで、おおむね線形は一直線状であり、最高速度で走行していても事故現場の曲線の手前までは線形速度制限により減速する機会はほとんどない。

これ以外にも不自然な運転を繰り返していたことが判明した。さらに、事故報告書p.17 - 18によると、オーバーランした伊丹駅を発車後、最高速度いっぱいで力行・惰行の最中に運転士から車掌に車内電話があり、伊丹駅でのオーバーランを過少に報告して欲しいと交渉されたと言い（後述）、このことに気を取られすぎてブレーキ位置を失念した可能性もある（運転士がブレーキをかけなければ、そのままの高速度で70 km/h制限の曲線に進入することとなる）。
なお当該線区に設置されていた自動列車停止装置（ATS-SW）は、JR西日本ではもっとも古いタイプのものとされ、速度照査を行う地上子も置かれていなかった。
また、当該線区には新型の自動列車停止装置であるATS-Pの導入が予定されていた。ATS-Pは連続的に速度を照査するため制限速度を細かく設定でき、カーブ前に十分減速できた可能性が高い。
速度超過から脱線に至る原因は、せり上がり脱線説と横転脱線説の大きく2つの説があるが、レールの傷跡から後者と断定される。

### 事故報告書における乗客の供述
- 最後尾車両に乗っていた乗客によると「本件列車はいつも乗っている快速というよりも、新快速に乗っているように速く、また揺れたという記憶がある」との供述があった[33]。

### 当初疑われた原因
事故発生当初は、下記のように種々の原因が疑われた。しかし、最終報告書ではそれを裏付ける傍証は明示されていない。

#### 非常ブレーキ説
カーブ通過中に運転士が非常ブレーキをかけて車輪が滑走した場合、車輪フランジの機能が低下して脱線に至る可能性が大きいという説があり、当初、非常ブレーキを動作させなければ脱線および横転の可能性は少なかったと言われた。のちの解析の結果、運転士はカーブ進入後、車体が傾きだしていたにもかかわらず常用ブレーキを使用していたことが判明。非常ブレーキは脱線・衝突の衝撃で連結器が破損したことによって作動していた。
また、それ以前に運転士が数回にわたって非常ブレーキをかけていた原因については、前半4両の0番台の車両と後半3両の1000番台の車両のブレーキのかかり方の違いによるものであるという見方もある。0番台と1000番台ではブレーキの動作が違っているため、207系の運転経験がある運転士は（他形式とは違い）20 mほど手前から転がして微調整をかけるような運転の仕方が必要と話す。

#### 乗用車衝突説
事故発生当初は、現場に大破した乗用車（実際は列車の駐車場突入時に巻き込まれた駐車車両）が存在することと列車の脱線の事実のみが伝わったことから、「踏切内で乗用車と列車が衝突し、列車が脱線した」との臆測が飛び交うなど情報が錯綜した。そしてJR西日本の当初発表が「踏切内での乗用車との衝突事故」だったため、報道各社はこのJR西日本発表を流した。発生2時間後の警察発表で否定されるまで、乗用車との衝突とする報道は続いた。
塚口駅から同列車が脱線した地点までの区間に踏切は1つも存在せず、乗用車が近隣の建造物や立体駐車スペースから線路内へと落下した痕跡も確認されなかったことから、この説は明確に否定されている。

#### 線路置石説
JR西日本は事故発生から約6時間後の25日15時の記者会見の中で粉砕痕（置石を踏んだ跡）の写真を報道機関に示すなどして、置石による事故であることを示唆した。しかしJR西日本の置石説発表後に国土交通省が調査が済んでいない段階での置石であるとの断定を否定する発言を行い、JR西日本も原因が置石であるかのような断定を撤回する発言を行った。
その後も調査が進み、事故列車の直前に福知山発新大阪行の特急「北近畿」6号（尼崎9時20分発、列車番号7006M）が通過していたなど列車の往来が激しい区間であることから、多数の置石をするのが困難であること、置石の目撃者がいないこと、当初置石があった証拠として挙げられたレール上の粉砕痕は、航空・鉄道事故調査委員会の調査結果でその成分が現場のバラスト（敷石）と一致し、「脱線車両が巻き上げたバラストを、後部車両が踏んでできたものと考えるのが自然である」との調査委員会の見解が出された。
また、事故後しばらく、模倣とみられる置石事件で逮捕される者が相次いだ。

## 間接的要因
同事故においては以下のような多くの問題が指摘された。

### JR西日本の経営姿勢が抱える問題
JR西日本は、国鉄時代から並行する関西私鉄各社との激しい競争にさらされており、その影響からか民営化後も競合する私鉄各社への対抗意識が強かったとされる。私鉄各社との競争に打ち勝つことを意識するあまり、スピードアップや停止時間の短縮による所要時間短縮や運転本数増加など、目前のサービスや利益を優先し、安全対策を疎かにしていたと考えられる。
また同社においては、先述の競争の激しさや長大路線を抱えている点から、従業員がダイヤの乱れた時における乗客からの苦情の殺到を過度に恐れていたとの指摘もある。
同社の安全設備投資に対する動きが鈍かった背景には、先述の私鉄各社との競争環境に加え、民営化後多数の赤字路線を抱えていること、阪神・淡路大震災で一部の施設が全壊および半壊するなどの被害を受けたことや、山陽新幹線のコンクリート崩落問題で多額の支出を強いられたことなどが挙げられる。
これらの要因から運行に関わる人員は大きなストレスにさらされていた。さらに運行に関わるトラブルに対して運転士や車掌に日勤教育をはじめとした厳しい指導や処分が下されていたことも、ストレスを増加させ事故の遠因となったと指摘されている。

### 日勤教育の問題
目標が守られない場合に、乗務員に対する処分として日勤教育という懲罰的なものを科していた。それが充分な再発防止の教育としての効果につながらず、かえって乗務員の精神的プレッシャーを増大させていた温床との指摘も受けている。
事故の当該運転士も、過去に運転ミスや苦情などで3回の日勤教育を受け、知人や友人に「日勤教育は厳しい研修だ」「一日中文章を書いていなければならず、トイレに行くにも上の人に断らなければならないので嫌だ」「日勤教育は社訓みたいなものを丸写しするだけで、こういう事をする意味が分からない」「給料がカットされ、本当に嫌だ」「降ろされたらどうしよう」と話していた。さらに、事故直前の伊丹駅での72 mのオーバーラン後の走行中に、車掌へオーバーランの距離を少なく報告するように車内電話で要請したことも明らかになっている（後述）。
日勤教育については事故が起こる半年前に、国会において国会議員より「重大事故を起こしかねない」として追及されている。また、日勤教育は「事故の大きな原因の一つである」と、多くのメディアで取り上げられることになった。
国交省の事故調査報告書は、日勤教育について「ほとんど精神論」と断じ、事故原因として「日勤教育等のJR西日本の管理方法が関与したと考えられる」と報告している。

### ダイヤ面での問題
事故発生路線である福知山線は、阪急電鉄の宝塚本線・神戸本線・伊丹線と競合しており、他の競合する路線への対抗策と同様、秒単位での列車の定時運行を目標に掲げていたとされている。特に尼崎駅においては各線と乗り継ぎできるダイヤを組んでいたため、列車の定時到着は乗客へのサービス上、ほぼ絶対の要件であった。
停車駅を次々と追加したにもかかわらず、所要時間は2003年（平成15年）12月に快速が中山寺駅に停車するダイヤ設定前と同じであったため、余裕時分を削って以前と変わりない所要時間で走らせていた。特に当該列車においては基準運転時分通りの最速列車で、事故発生区間である塚口駅 - 尼崎駅間では2004年（平成16年）10月のダイヤ改正によりさらに短縮されていた。
当時のJR西日本は施策で「余裕時分全廃」を掲げていた。

### 路線の設備での問題
当該事故発生前の現場周辺は、運行本数が多く速度も比較的高速な大都市近郊路線であるにもかかわらず、速度照査用のATS設備が設置されていなかった。JR東西線では開業時から全線でATS-Pが設置されていたが、当時福知山線においては付け替え区間も含めてATS-Pは当初設置されず、旧来のままとされた。
元々、福知山線では信号機に対するATSとして、ATS-Pの代わりに、絶対停止機能と速度照査機能（点速度照査方式）のなかった従来の国鉄型ATS-S形の上位互換機種であるATS-SW形が設置されていたが、速度照査を行うには速度照査用の地上子が必要だったものの、該当区間には速度照査用地上子（SW照査子）が設置されておらず、事故前には速度照査は実施されていなかった。
JR東西線の開業前、福知山線は上下線とも東海道本線へのアプローチが尼崎駅西側の外側線（列車線）に接続されていた。旧下り線は尼崎駅を出たあと東海道本線の南に分岐しそこから東海道本線を回り込む形で北上し現在のルートを通り現場のマンションの北側から直進していたが、旧上り線はそのままほぼ直進して南下し東海道本線の外側線に接続していた。1997年（平成9年）よりJR東西線との直通運転を開始するにあたり、福知山線を上下線ともに内側線（電車線）に接続させる必要が生じたことから大掛かりな線路の付け替えが行われ、特に上り線は、下り線に併設されていた尼崎市場への貨物線跡地などを利用した新しいルートを通ることとなり、現在に至っている。ただ、結果として、それまでより曲線半径が小さくなった。カーブでは高速運転をするためにカントを付けるが、現場は緩和曲線が短く、カントは上限105 mmより少ない97 mmなので、その分制限速度が5 km/h低くなっていた（半径300 mでカント105 mm（上限値）での制限速度は75 km/h。なお、従前の「本則」では60 - 65 km/h）。
現場のマンションは、この上り線の旧線跡に建てられたものである（2002年竣工）。そして現場のマンションより先の上り線の旧線跡は、駐車場と道路に転用された。

### 車両の問題

#### 当該列車の編成表
方面については事故が発生した塚口駅 - 尼崎駅間を基準とする。
|          | ← 尼崎・京橋・木津宝塚・篠山口 → |                 |                 |                 |               |               |               |
| 号車     | 7                                | 6               | 5               | 4               | 3             | 2             | 1             |
| 形式     | クハ207                          | モハ207         | モハ206         | クハ206         | クモハ207     | サハ207       | クハ206       |
| 車両番号 | 17                               | 31              | 17              | 129             | 1033          | 1019          | 1033          |
| 編成番号 | Z16                              | Z16             | Z16             | Z16             | S18           | S18           | S18           |
| 運行区間 | 宝塚 - 同志社前                  | 宝塚 - 同志社前 | 宝塚 - 同志社前 | 宝塚 - 同志社前 | 宝塚 - 京田辺 | 宝塚 - 京田辺 | 宝塚 - 京田辺 |

#### メカニズム面
事故当該列車である207系には自動列車保安装置としてATS-SW、ATS-Pが取り付けられていたものの、当該路線の福知山線には国鉄型ATS-Sに改造を加えた従来とほぼ変わらないATS-SWしか設置されておらず、事故現場のカーブにはATS地上子が未設置であった。現場のカーブに自動列車停止装置が設置されるのは事故発生から5日後の5月上旬だったという。

##### ブレーキ関係
ブレーキハンドルについては、ハンドル位置に、常用最大ブレーキ（B8）と非常ブレーキの間にどちらのブレーキ指令も発せられないポイントが存在していた。この区間は、207系の0番台・1000番台・2000番台とで異なる位置だった。また事故を起こした編成の7両目のマスコンは、そのポイントが11°あり、他の車両よりブレーキ緩解区間が広くなっていた。
207系7両編成の前4両（0番台・日立製作所製）と後3両（1000番台・近畿車輛製）では、主電動機や車両制御装置などの性能が異なるため、回生ブレーキ時に発生するブレーキ力にも差がある。また、車両によってブレーキの利き方に違いがあり、事故車の先頭車は特に癖のある車両だったとの運転士の証言がある。ただし、近畿日本鉄道（近鉄）等いくつかの私鉄では基礎ブレーキ構造がそもそも違う車両を読み替え装置を使って併結している場合もあり、JR西日本でも同じ電気指令式ブレーキながら界磁添加励磁制御の221系とVVVFインバータ制御の223系を併結して運用することや、一部編成中に主電動機出力の差のある車両が混結されている223系0・2500番台などのケースもあり、主電動機や車両制御装置の違いが事故の大きなファクターであったとは考えにくい。

##### 台車
「使用している鉄道車両の台車がヨーダンパ付ボルスタレス台車（端梁なし台車DT50・TR235）であって、ねじれに弱い」と鉄道評論家の川島令三などが指摘している。そのねじれによりヨーダンパが跳ね上げ運動を起こし脱線したと論じており、京浜急行電鉄・京阪電気鉄道・阪急電鉄などでは、台車は安全上軽量化すべき箇所ではないという考え方からボルスタアンカ付の台車を採用していることを論拠としている。また、異常振幅により空気バネが片方では大きく縮み、もう片方では大きく膨らんだため車体が傾いたのが脱線原因、とした報道もあった。
しかし一方で、軟弱地盤を抱えながらも高速運転を行っている東武鉄道では、古くからボルスタレス台車が使用されている。さらに、ボルスタレス台車の構造が事故原因とする川島令三の著書内容について『鉄道ジャーナル』誌に鉄道評論家・交通研究家の久保田博による反論文が掲載。台車の基本的構造はボルスタアンカの有無にかかわらず変わるものではなく、また異常振幅に対するストッパは存在しており、空気バネが大きく伸縮することはあり得ないと反論した。
なお、福知山線事故・最終報告書は、台車については論じておらず、これに対してボルスタレス台車が事故原因である旨の具体的なデータを伴った充分な再反証は提出されていない。
- 技術士、佐藤R&D代表取締役・佐藤国仁は、ボルスタレス台車について、事故時のような極端な超過遠心力が発生したときに初めて露呈する不備であって、通常走行の限りでは顕在化するものではない、とし、ボルスタレス台車の本質的な構造そのものを疑問視する意見には与しない、と前置きしながらも、ストッパ制限いっぱいまで変位するような極端な超過速度で曲線に進入した際には、台車のストッパ構造上ボルスタレス台車はより転覆限界速度が低い、と論じている[40]。
- また川島令三は著書『なぜ福知山線脱線事故は起こったのか』では「ボルスタレス台車の空気バネがパンクした」とまで書いているが、もしそのような現象が起きているとしたら空気元溜メ管が減圧し非常ブレーキがかかる、コンプレッサーの異常な起動停止が起きるなどするはずであるが、それを担保するような証言・記録の類は一切発見されていない。

##### 客室内の設備
客室内設備についても、事故発生時における被害軽減の観点から、手摺の配置、形状の改善などを検討するべきとの航空・鉄道事故調査委員会からの所見を受けて、JR西日本では207系全車と117系・115系の一部車両について車内つり革を増設している。

#### 車体面
事故を起こした207系車両がステンレス鋼製の軽量構造で、旧来の板厚の大きい鋼鉄製に比べ、車体側面からの衝撃に弱いという報道が相次いだ。しかし、一般的に、長尺物はその材質によらず、側面方向の衝撃が一点にかかるとそこにエネルギーが集中するので破壊がおきやすい（飲料水などの金属製の缶類がわかりやすい例として挙げられる）。ステンレス鋼自体も普通鋼と比べると、鋼板の粘りなどで有利な面もあり、一概に強度が低いとは言えないと言う反論もある。また、錆が出ないため、経年劣化が著しく少ないという点でも有利である。
また、207系車両は従来の車両に近い構造の車体設計となっており、のちに登場した同社の223系や321系においても、製造コスト削減と量産体制の簡素化を図りながら、従来の車両と同等の強度を確保することを両立させるため、梁を省略する代わりに車体側板の強度を上げることにより、車体全体を支える設計思想に基づく車体構造となっている（これはJR東日本の209系以降の通勤・近郊型車両でも、ほぼ同じ設計思想である）。
原型を留めること無くステンレス鋼体の車両が破壊された重大事故であることを鑑み「客室内の空間が確保されるよう車体構造を改善することを含め、引き続き車両の安全性向上方策の研究を進めるべき」との所見が航空・鉄道事故調査委員会から提出されている。これを受け、223系5500番台以降の新型車両で、屋根と車体側面、台枠と車体側面への結合部材の追加、戸袋部（ドア）柱への補強の追加、車体側面の外板の材質変更を行っている。また、事故後に製造されたJR東日本E233系電車も製造当初から側面の強化を実施した。

#### 保守面
車両の保守が大味であるとの指摘もある。他の鉄道会社の車両でも日常的に起こっている車輪が滑走した際にできる偏摩耗の補修放置が最たる例で、放置すればするほどに車輪が真円でなくなり、走行中に非常に耳障りな音がでる。裏を返せばそれだけの負担を車両にかける運行体制であることになる。
また、4年に1度速度計の精度を検査するよう義務付けられているにもかかわらず、車両メーカーからの納入後1度も検査していなかったことが分かり、2 %までの誤差は許容範囲とされているが3 - 4 %の誤差があった可能性があったことが判明した。

### 事故乗務員の問題
本件事故を起こした運転士は運転歴11か月で、運転技術や勤務姿勢が未熟だった可能性がある。この背景には、国鉄民営化後の人員削減策と定年退職による自然減を待って新規採用を本格化させたという人事戦略があるとされる。とくにJR西日本においては他のJR各社と比べ長期間にわたって新規採用者を絞り、定年退職者がまとまった数になったのを契機に採用者を増やしたために運転士の年齢構成に偏りが出て、その結果、運転経験の浅い若手に運転技術を教える中堅およびベテラン運転士が少なくなったといわれている。

#### 事故当日の運転士の行動
事故当日は、前日24日から2日間にわたっての勤務で、6時48分に放出駅から乗務し、松井山手駅まで回送し、松井山手発快速尼崎行き、尼崎発宝塚行き回送、宝塚発快速同志社前行きに乗務し、9時38分に京橋駅で乗務を終える予定だった。乗務開始から事故発生までに運転士は数回にわたってミスがあった（前述の事故報告書記述と併せて参照されたい）。
9時前、宝塚駅停車中、折り返しのため、車掌が尼崎方1両目から7両目に移動した際、運転士が最後部の運転席で3分以上座っており、車掌に気付き室内から出た際、車掌が直前の停車に対して「（ATS）Pで止まったん？」との問いに運転士は不機嫌な様子で無言のまま立ち去った。
9時1分頃、本来運転士が使用することのない無線の試験信号が指令所に受信される。事故調査報告書によると運転士は度重なったミスにより、宝塚駅到着前後には既に心身的に影響があったとしている。度重なったミスを車掌が指令所に報告しないか確認するため無線に気を取られ、伊丹駅手前の停車ボイスを聞き逃し、伊丹駅を72 mオーバーランした。
伊丹駅を1分30秒遅れで出発後、車掌を呼び出し「まけてくれへんか？」と求める。車掌の「だいぶと行っとるよ？」との返答したところで、乗客が乗務員室の仕切り窓越しに車掌にクレームを入れたため、車掌から電話を切った。車掌側の状況を知らない運転士は虚偽報告を拒否されたと思い、再度運転士は車掌と指令員の交信内容に注意を払っていた。そのためカーブの認識が遅れ、ブレーキを操作するも間に合わず脱線した。また、運転士の右手の手袋が外れており、運転席に赤鉛筆が落ちていたことから、事故直前、運転士は交信内容をメモしていたと思われる（メモは運転士用時刻表のケースに記されたと思われるが、事故の衝撃でケースが粉砕されたため内容は確認されなかった）。
報告書では、列車が事故現場のカーブを高速度で進入したのは運転士が意識的に行ったのではなく、車掌と指令員の交信に気を取られ、ブレーキ操作が大幅に遅れ、充分減速できないまま現場カーブに進入し、脱線したとしている。

### その他の問題
JR西日本が絡んだ重大な列車事故として、1991年5月に発生した信楽高原鐵道での同社線内列車とJR西日本からの直通列車との正面衝突事故がある。JR西日本は信号システムを信楽高原鐵道に全く連絡せずに改変するなどの行為があったが、結局、刑事告訴はされなかった。しかし、その後、遺族側が事故原因を究明するため、1993年（平成5年）10月にJR西日本と信楽高原鐵道を被告とする民事裁判を提訴、1999年（平成11年）の大津地方裁判所判決で両社の過失が認定された。しかしJR西日本は過失責任を否定して控訴。2002年（平成14年）の大阪高等裁判所判決も同社の過失を認定、同社は上告を断念して判決が確定した。さらに、JR西日本が補償費用の肩代わり分として約25億円の支払いを信楽高原鐡道や県、市に求めた訴訟の判決で、大阪地方裁判所は2011年（平成23年）4月27日、JR西日本に3割の責任があると認定した。先の事故を起こした体質に対する反省や教訓が生かされぬまま、安全を軽視し、再び当該事故を招くことになったとの指摘がある。
また、事故列車にJRの運転士（非番）が2人乗車していたが、運転区長の業務優先や執行役員・大阪支社長の講演会への出席の指示により救助活動を行わなかったため批判された。鉄道事故調査報告書 p.29に、乗り合わせた職員（非番）と職場との遣り取りが記載されている。
ほか、JR西日本管内の自動列車停止装置で制限速度の設定を誤っていた箇所が多数確認された。

#### 路線の周辺環境
電車が激突したマンションは、2002年11月下旬に建てられた。線路とマンション間の距離は6 mに満たなかった。海外メディアは事故当初この点について指摘しており、例えばフランスのTGVの走る線はほとんどが田園の中で、開業当時は集落からは250m離れている。開業当時の線路と最寄の独立家屋との距離は150mあった、としている。

## 運休から運転再開へ
この事故により福知山線の尼崎駅 - 宝塚駅間で運転が休止された。また、同線を経由する特急「北近畿」「文殊」「タンゴエクスプローラー」も福知山駅以北の区間のみの運行となった。なお運休による減収は1日約3,000万円が見込まれていた。
復旧工事は2005年（平成17年）5月31日から開始され、その後、同年6月7日から試運転を開始した。2006年（平成18年）3月までの暫定的な運行ダイヤを提出し、6月19日5時、55日ぶりの全線運転再開となった。

### 振替輸送
福知山線の運転休止期間中、福知山線沿線である兵庫県各市（三田市、宝塚市、川西市、伊丹市）周辺と阪神間を結ぶ経路において、振替輸送が実施された。事故後、福知山線利用者の多くは競合している阪急電鉄の振替輸送を利用し、事故から約1か月後の5月23日には阪急ホールディングス（現在の阪急阪神ホールディングス）が1日平均で約12万人の乗客を振替輸送していることを発表した。
仮に並行私鉄である阪急宝塚本線急行または、阪急神戸本線特急と、西宮北口駅で同今津線を乗り継ぐ利用する方法で大阪（梅田）と宝塚の間を移動する場合、所要時間そのものは福知山線の快速を利用した場合に比べて約10分多く要する程度であるが、これに乗車駅や降車駅での乗り換え・乗り継ぎに要する時間がそれぞれ加わることによって、合計で20 - 30分程度の時間が余分に必要となり、通勤・通学など利用者の大きな障害となった。
また、振替輸送を行った路線では、事故以前からの既存利用者にも列車・路線バスの車内や駅などの混雑という形で影響が及び、ゴールデンウィークが明けた5月9日からは、混雑緩和のため阪神電気鉄道や同線に至る路線などが新たに追加された。

#### 実施区間
- 阪急電鉄
  - 宝塚本線：梅田駅 - 川西能勢口駅 - 宝塚駅
  - 神戸本線：梅田駅 - 塚口駅 - 西宮北口駅 - 三宮駅
  - 今津線
    - 宝塚駅 - 西宮北口駅
    - 西宮北口駅 - 今津駅（5月9日より）

  - 伊丹線：伊丹駅 - 塚口駅
- 阪神電気鉄道
  - 本線：梅田駅 - 尼崎駅 - 今津駅 - 元町駅（5月9日より）
- 神戸高速鉄道
  - 東西線
    - 阪急三宮駅 - 高速神戸駅 - 新開地駅
    - 阪神元町駅 - 高速神戸駅（5月9日より）

  - 南北線：新開地駅 - 湊川駅
- 神戸市営地下鉄・北神急行電鉄
  - 西神・山手線・北神線：三宮駅 - 谷上駅
- 神戸電鉄
  - 有馬線：湊川駅 - 谷上駅 - 有馬口駅
  - 三田線：有馬口駅 - 横山駅 - 三田駅
  - 公園都市線：横山駅 - ウッディタウン中央駅
- 阪急バス
  - 尼崎線（56系統）：川西バスターミナル - 阪神尼崎（5月9日より）
- 阪神電鉄バス（2009年4月1日より阪神バス）
  - 尼崎宝塚線：宝塚 - 阪神尼崎（5月9日より）
  - 杭瀬宝塚線：宝塚 - 阪神尼崎駅北（5月9日より）
- 尼崎市交通局（尼崎市バス、2016年3月20日より阪神バスへ移譲）
  - 11系統・12系統：阪急塚口 - JR尼崎（5月9日より）

### 不通特約
振替輸送の他にも不通特約の切符を発行する措置もした。不通特約の切符とは、みどりの窓口の駅員が普通の切符に赤いペンで手書きで「不通特約」と書いただけの切符のことで、この切符は福知山線経由と同じ料金で山陰本線などの他の路線経由で目的地まで向かうことができる。主に尼崎駅 - 宝塚駅間をまたぐ長距離の利用客に発行された。発行された例として「東海道本線・山陰本線京都駅経由の新大阪 - 福知山」「山陽本線・加古川線谷川駅経由の新大阪 - 福知山」などがある。

### 復旧工事
復旧工事は5月30日8時から始まる予定だった。しかし、周辺の住民の同意を充分に得ないまま工事が行われようとしたとして一部から抗議が寄せられたため、工事は9時頃から中断し、30日の工事は中止になった。30日はJR西日本の担当者が周辺の住民を戸別訪問し、了承を得る作業を続ける。住民の同意が得られたとして工事が31日13時から始まり、6月3日に終わった。そして、住民への戸別訪問による工事終了の説明をして完了した。

### 試験運転
6月7日以降に行われた。7日には網干総合車両所の221系と201系による走行試験、8日には同所の207系によるATS-Pの作動試験が行われた。

### 運転再開
6月19日に尼崎駅 - 宝塚駅間で運転が再開された。ダイヤは事故前から大きく変更されて朝ラッシュ時間帯の快速の所要時間はおよそ1分30秒伸ばされ20分になった。
当面の間、宝塚駅 - 尼崎駅間の最高速度は120 km/hから95 km/hに、事故のあったカーブの制限速度は70 km/hから60 km/hにそれぞれ引き下げられ、実際の列車走行時にはさらにそれより低い速度で運転されることも珍しくない。
尼崎駅 - 新三田駅間に拠点P方式のATS-Pが導入され、6月19日から運用を開始する。従来のATS-SWも存置されているが、速度照査用地上子が設置され、事故現場においてATS-SWでの速度照査も開始された（詳細はJR西日本の速度照査に記載）。
再開翌日の夕方、現場のカーブを通過しようとした特急「北近畿」15号が曲線の照査速度を超過したため緊急停車した。再開翌日の事故現場で発生した関係上、報道陣の目の前での停車となったが、ちょうど速度照査機能が正常に作動したことを証明した形となる。即日国交省より注意を受けた。

### その後

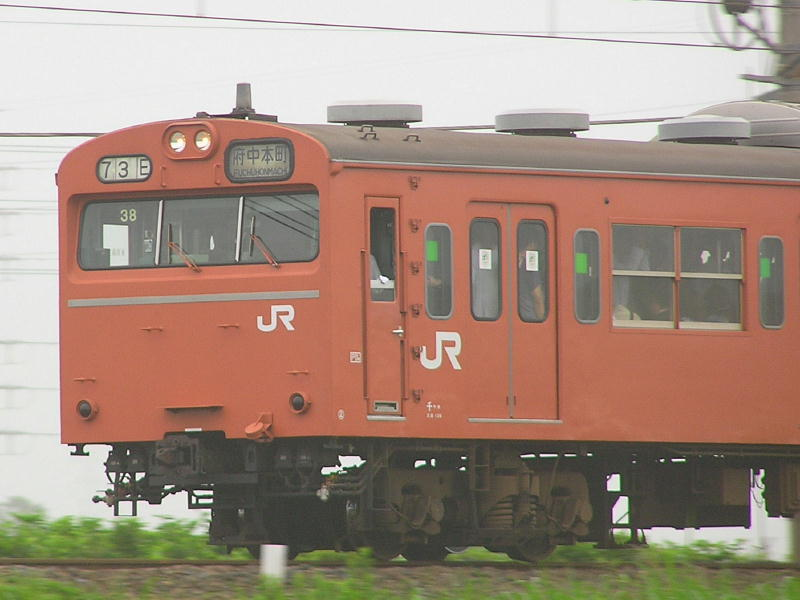
事故による車両不足を補うためJR東日本から購入した103系元ケヨE38編成（写真は譲渡前、且つ先頭車は広島地区の既存車両と交換されたため、宮原に投入されたのはこの編成の中間車の一部のみ）

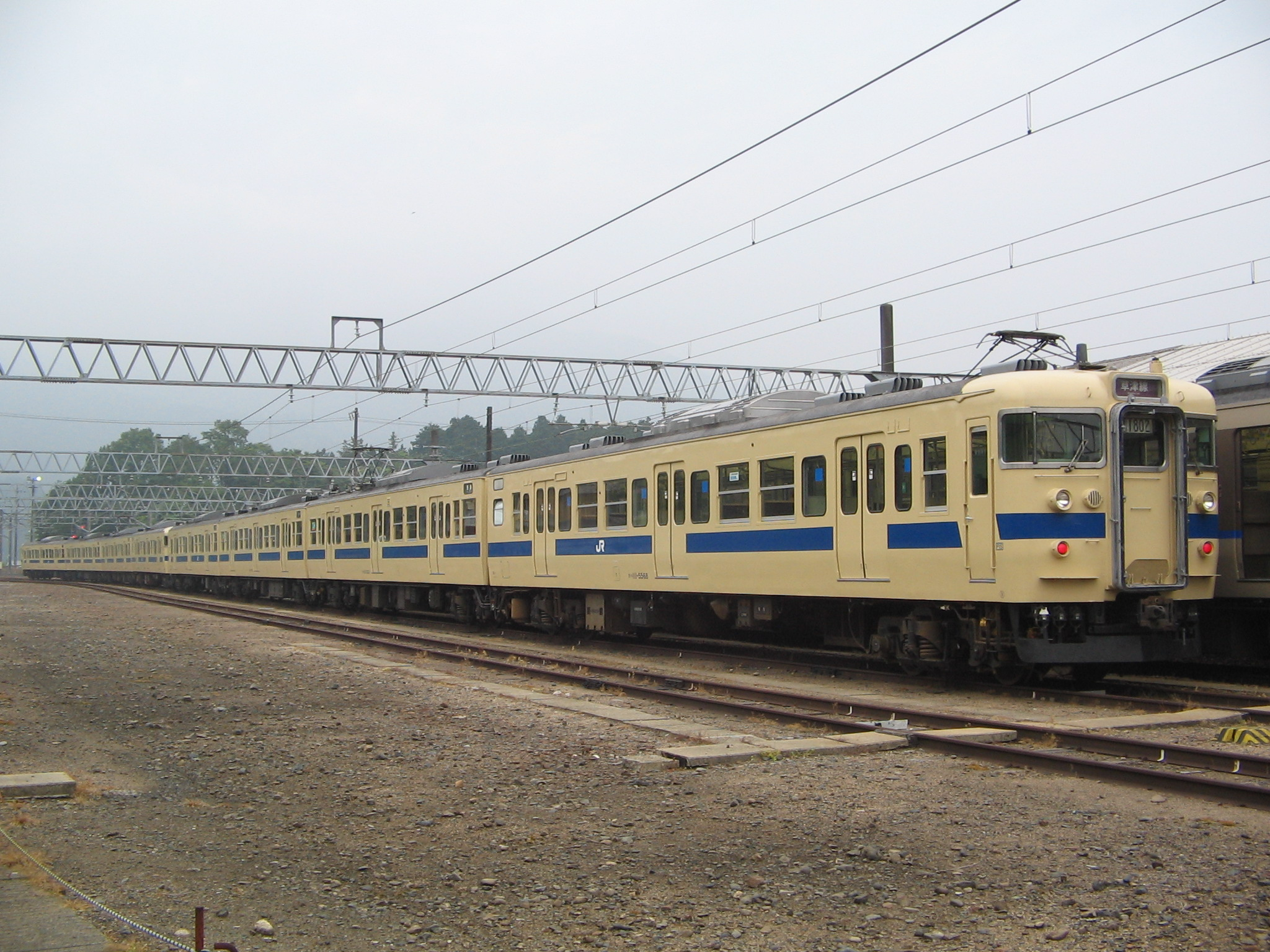
事故による車両不足を補うため岡山地区から呼び戻された113系

事故を起こした列車の列車番号である「5418M」は無期限の欠番となり、同時刻を走る列車は「5818M」を名乗るようになった。その後この運転系統の快速列車には5420Mから始まる列車番号が振られるようになり、前の時間に2本増発された影響でほぼ同時刻を走る列車の列車番号は「5442M」となっている。なお、事故による欠番はこれまで鉄道業界では例がなかったが、航空業界では日本航空123便墜落事故での123便や、日本国外ではユナイテッド航空232便不時着事故での232便の例がある（同じく永久欠番）。
運転再開にあたり、事故車両の廃車に加え、ATS-Pを装備していなかった117系が福知山線から撤退。これによる車両不足を補うべく、他地区から103系や113系を借用したり、更に東日本旅客鉄道（JR東日本）から103系8両編成1本を購入して対処した。
2006年春に行われたダイヤ改正において、同社の路線全体におけるダイヤの余裕時分を増やし（例：新快速列車の三ノ宮駅 - 大阪駅間の所要時間が19分から20分に）、駅ごとの乗降数に応じて停車時間も10秒 - 1分ほど延長された。それに伴って乗務員や車両が不足するため、利用状況を見据えたダイヤの見直しを実施し、山陽本線（JR神戸線）の須磨駅 - 西明石駅間の普通電車を現行の毎時8本から4本に半減させるなど、昼間時の利用率の低い区間の列車が削減された。
事故の後、乗客の一部がJR西日本の安全性、企業の姿勢に不安を感じ阪急宝塚本線に流れたが、JR西日本の発表によると9割方の乗客が戻ったとしている。ただし実数は未調査のため不明である。
ニフティニュース編集部は2019年（平成31年）3月に「平成の間に国内で起きた事故の中で、印象に残っているのは？」というテーマでアンケートをとった。1位は「JR福知山線脱線事故」で、70.5 %が印象に残っていると回答した。全地域別に見ても、全年代別に見ても、男女別に見てもすべて1位であった。

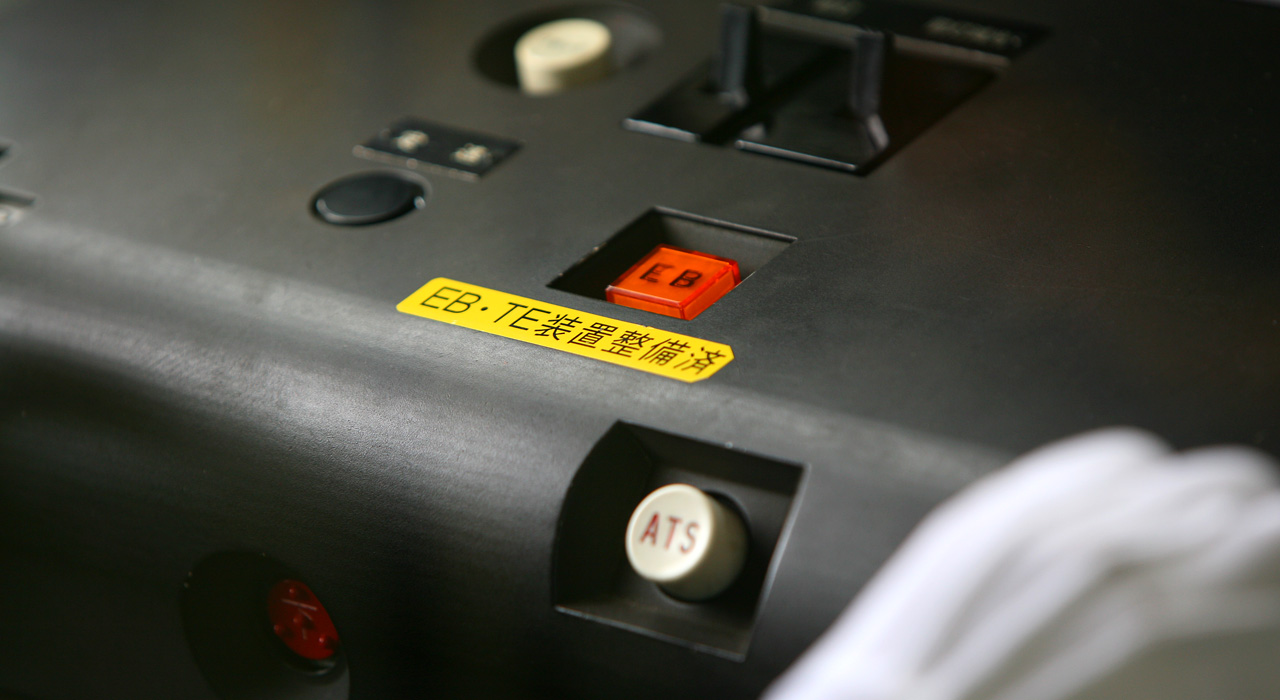
EB・TE装置整備（装備）車のEBリセットスイッチ
（クモハ223形2000番台）

地上側では速度照査機能を持ち、曲線区間の手前で充分に減速、あるいは非常停止が行えるATS-Pが、車上側では運転士のマスコン・ブレーキ・警笛・EBリセットスイッチなどの無操作が約60秒続くと5秒間警報が鳴動し、さらに操作がない場合は自動的に非常ブレーキが作動するデッドマン装置の一種である緊急列車停止装置（EB装置）と、列車の異常時に操作することで、防護無線をはじめとする必要な処置を一斉に行う緊急列車防護装置（TE装置）の導入が進んだ。しかしその後、同社がEB装置設置済みの車両について、一時的にしても取り外したままにしていたり、スイッチが切れていたりする状態で、福知山線や片町線（学研都市線）、山陰本線、大糸線（糸魚川 - 南小谷間）、湖西線、東海道本線、草津線などで運行していたことが判明している。また、現場付近のカーブは70km/h制限から60km/h制限に引き下げられた。なお、脱線防止ガードは設置されていない。

## 事故車両の保管
事故車両は兵庫県警察に押収され、姫路市に保管されていたが、公判で証拠として使用することがなくなったとして、2011年2月1日付けでJR西日本に返還された。JR西日本は2018年11月17日、事故の風化防止および社員教育活用のため事故当該の車両を保存する意向を明らかにした。JR西日本は、吹田市にある社員研修センターの敷地内に設けられている鉄道安全考動館を拡張して、事故の全ての車両を保管する施設を整備することを予定しており、2025年以降の完成を目指して2023年中に着工の予定である。

## 事故現場マンションと補償問題、慰霊

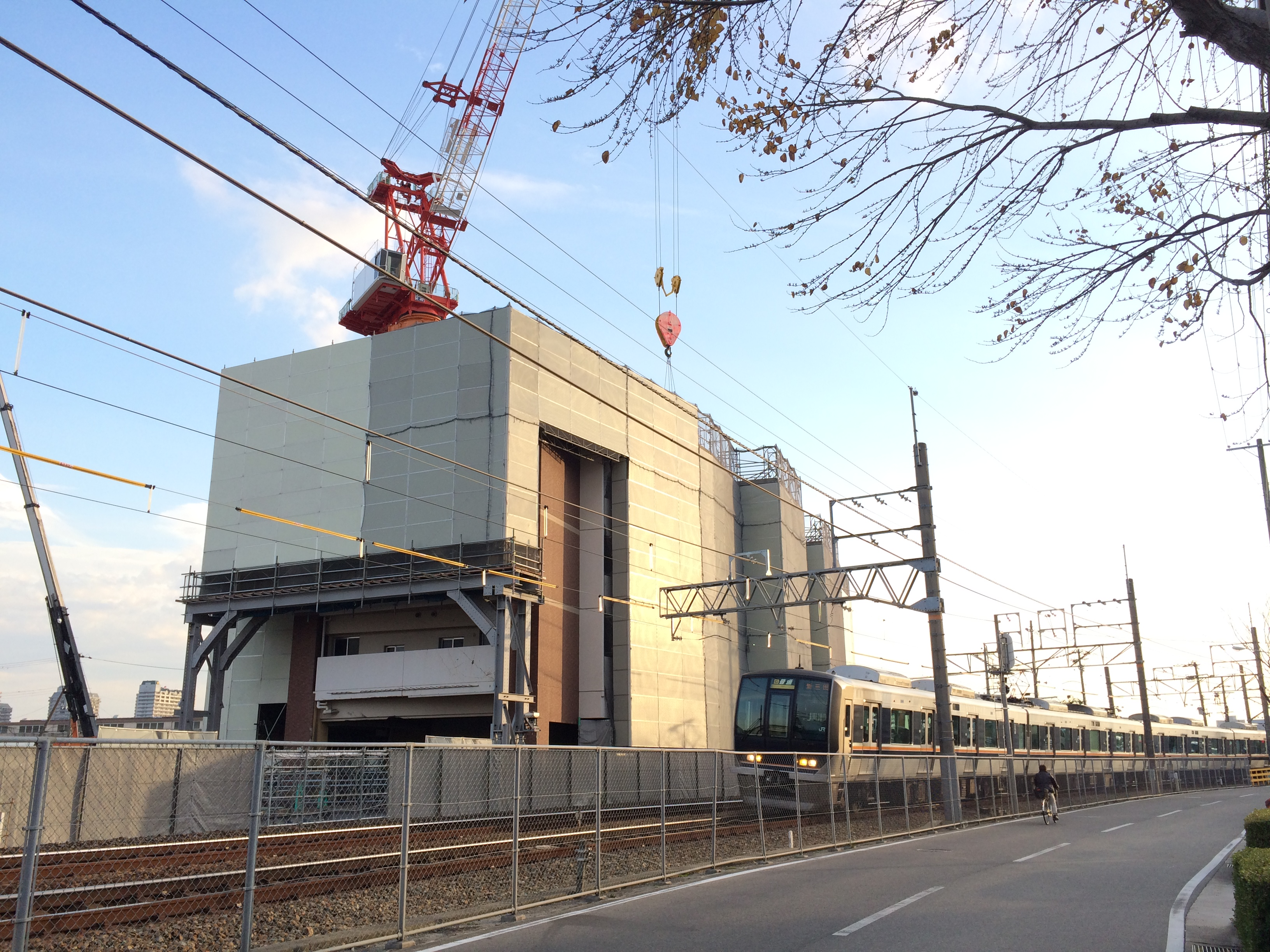
マンションの保存工事が進む事故現場（2016年12月1日）

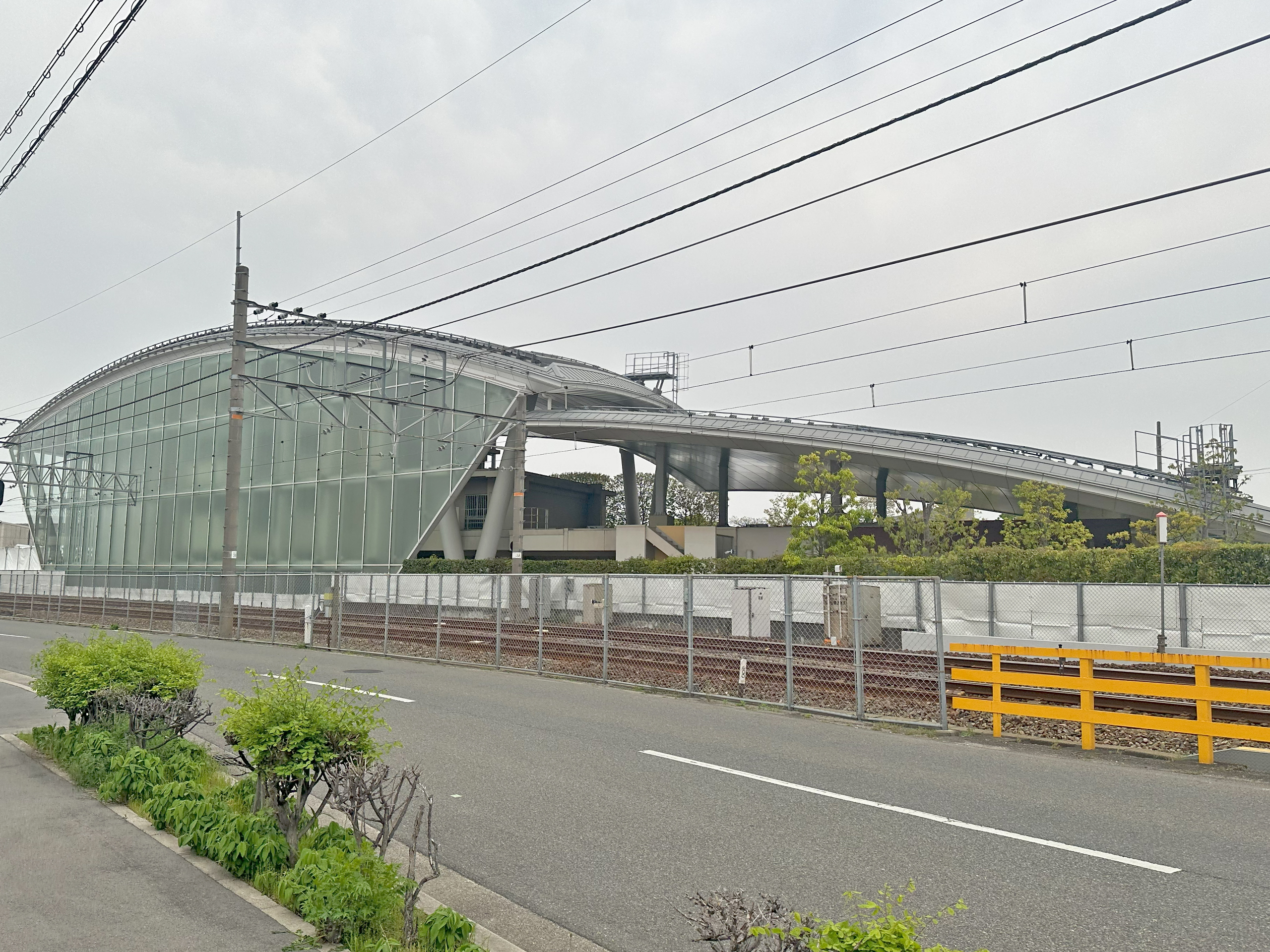
祈りの杜（2025年4月）

JR西日本は電車が激突したマンションを買い取り、慰霊碑を建てることを検討していると発表した。しかし、マンションの住民のうち買い取りを望んでいない住民もいて、住民内でも意見が分かれていた。2006年春までに解決する予定とのことだったが、10年が経過しても現場マンションは取り壊されていなかった。そして2016年（平成28年）7月より、マンションの4階までを階段状に残し、衝突跡が残る部分などを慰霊施設として保存する工事が開始された。
JR西日本は2007年10月に現場の線路脇に残る脱線の痕跡の上に砂とコンクリートを敷設して作業用の通路としたが、翌年現場を訪れた遺族がJR西日本に抗議した。同年12月5日に行われたJR西日本の掘り起こし作業により痕跡が残っていることが判明し、JR西日本は翌6日に保存を決めた。
完成した慰霊施設「祈りの杜 福知山線列車事故現場」は2018年9月14 - 20日にまず遺族と負傷者を受け入れ、同月21日から一般公開された。2019年（平成31年）4月25日、事故現場では初めて慰霊式が行われた。しかし、事故発生から15年目となる翌2020年（令和2年）、その次年（16年目）2021年（令和3年）は新型コロナウイルス感染症流行の影響を受け、2年連続で慰霊式は中止となった。また、例年は脱線事故が発生した日時とほぼ同時刻に現場を通過する新三田発木津行の上り快速電車（列車番号5442M、平日ダイヤのみ同志社前行で尼崎から区間快速）が慰霊の警笛（ミュージックホーンの電源をOFFにした状態で、必ずタイフォンを長く鳴らす）を鳴らしていたが、新型コロナウイルス緊急事態宣言発令中の2020年は遺族らが静かに追悼できる環境を保つため、行わなかった。
2023年現在、事故で損傷したマンションは上層部を解体し、現在は祈りの杜が建っている。

## 沿線への影響
運休が2か月近くに及んだため、駅周辺の商店街の利用者が激減し、営業時間の短縮・休業により商店街への売り上げの影響を受けた。福知山線の駅周辺の商店街が経営難に陥り、閉店する恐れがあると懸念されていると報道された。

### 伊丹駅周辺
この事故で復旧するまでの間、JRと阪急電車の駅で、客足が大きく変化している。伊丹市の玄関口は阪急伊丹駅だが、かつての震災で全壊したことを機に、客足がJR伊丹駅に移っていった経緯がある。ところが、事故後にJRが不通になると、阪急伊丹駅の乗降客数は震災前に記録された最多時期を超えて増え、事故前の乗客数 23,000人に対し、事故後は 47,000人と阪急電車にシフトした。
その結果、駅ビルのおよそ 1,200台収容できる地下駐輪所はすぐに埋まり、自転車放置禁止の場所にまで駐輪する者まで出る始末だったのに比して、JRの伊丹駅周辺の約 2,000台収容できる駐輪所はガラガラの状態だった。
JRの伊丹駅隣接のダイヤモンドシティ・テラス（現在のイオンモール伊丹）も、JRを利用して訪れる客が約2割ほどと見込まれていたが、事故後は1割ほど減っている。

## JR西日本の人事への影響
被害があまりにも甚大だったため、経営陣の引責辞任は不可避であると見られていたが、後継人事は難航した。結局、2006年2月1日付で南谷昌二郎会長と垣内剛社長は退任し、事故後就任した山崎正夫副社長が社長に昇格、外部の住友電工から会長として倉内憲孝を迎えることになった。なお、国鉄民営化の立役者としてJR西日本への影響力が強かった井手正敬相談役もその職を辞した。井手はその後、交通道徳協会などの道徳を説く旧国鉄系団体の役員に就任した（現在は退任）。
2009年（平成21年）7月8日、神戸地方検察庁は当時の安全担当役員だった山崎社長を業務上過失致死傷罪で在宅起訴した（その後、2012年に神戸地方裁判所（岡田信裁判長）より無罪判決、神戸地方検察庁は控訴を断念したため無罪が確定した）。これを受けて山崎社長は辞任し、後任として佐々木隆之副会長が社長に就任することとなった。
2009年7月23日、JR西日本は山崎前社長の在宅起訴を受け、同社長のほか事故当時の会長であった南谷昌二郎、社長であった垣内剛両顧問のほか、幹部ら29人の処分（報酬減額など）を発表した。会見した真鍋精志副社長は「事故を組織的、構造的課題と認識しており、経営を担ってきた者に重い責任がある」とし「会社全体の責任としてとらえなければならない」として、歴代の社長のほか事故当時の執行役員、現在の役員も処分の対象に加えたと説明した。
2012年（平成24年）3月8日、JR西日本は事故の列車に乗務していた当時の車掌について、乗客の救護を怠ったことや他の列車に事故発生を知らせなかったことなどを理由に、出勤停止7日間の処分とした。この車掌は事故後、病気を理由に休職していたため処分が見送られており、その後復職したことを受けての処分となった。同社の産業医は、車掌を乗務可能と判断したが、会社が拒否した問題が報じられている。同社では、産業医による安全委員会がほとんど開かれていなかった問題も指摘されている。
JR西日本は関西財界の有力企業であるが、事故直後、南谷昌二郎会長が関西経済連合会副会長を退き、垣内剛社長は関西経済同友会代表幹事の内定を辞退した。その後も10年以上、同社役員は財界で目立った役職に就くのを避け、活動を自粛した。2017年に真鍋精志会長が関経連副会長に就任した際も当初は要請を固辞したとされる。

## 刑事裁判
2009年7月8日、神戸地方検察庁は、当時の安全担当役員だった山崎社長を業務上過失致死傷罪で在宅起訴した。起訴理由は、山崎社長が福知山線のJR東西線への乗り入れの線形改良工事の前年に北海道旅客鉄道（JR北海道）の函館本線で発生した日本貨物鉄道（JR貨物）の貨物列車の脱線転覆事故を受け、この事故が起きた地点の線形に注目し、当該区間にATS-Pを設置すれば事故が防げる趣旨の発言から、福知山線の線路付替の危険性を認識していたことを理由としている。
なお、山崎社長の上司役員は山崎社長から報告を受けていなかったとして、当時の社長を含めて関係する役員を不起訴処分とし、当時の事故車両の運転士も当人が死亡により同様に不起訴処分としている。しかし2009年10月22日、神戸第一検察審査会は不起訴となったJR西日本の歴代社長3人（井手正敬、南谷昌二郎、垣内剛）について「起訴相当」と議決したことを公表した。
2009年12月4日、神戸地検は上記3人についてふたたび不起訴処分としたが、検察審査会はその後、自動的に再審査を開始。2010年3月26日、神戸第一検察審査会が再び起訴相当と議決したため、強制起訴されることとなった。
2010年4月23日、裁判所の指定する弁護士が、検察官に代わってJR西日本の歴代社長3名を起訴し、公判が始まった。
2012年1月11日、神戸地方裁判所（岡田信裁判長）はJR西日本の山崎前社長に対し「危険性を認識していたとは認められない」などとして無罪判決を言い渡した。検察側は控訴せず、無罪が確定した。
2013年（平成25年）9月27日、神戸地方裁判所（宮崎英一裁判長）はJR西日本の歴代社長3名に対し、無罪判決を言い渡した。指定弁護士は控訴。
2015年（平成27年）3月27日、大阪高等裁判所（横田信之裁判長）は歴代社長3名について、指定弁護士による控訴を棄却。指定弁護士は上告。
2017年（平成29年）6月13日、最高裁判所第2小法廷は指定弁護士側の上告を棄却。これによりJR西日本の歴代3社長の無罪が確定した。

## 事故調査委員会の情報漏洩
2009年9月25日、事故当時鉄道本部長だった山崎正夫前社長が、先輩である当時の事故調査委員の1人であった山口浩一元委員に対し、鉄道模型などの手土産持参で接待し、事故の調査報告を有利にするための工作と情報漏洩が発覚した。結果的には、事故調査報告書に反映されなかったが、幹部が事前に内容を知っていたという事実が明らかとなった。
翌9月26日、今度は幹部のJR西日本東京本部の鈴木善也副本部長が、先輩である航空・鉄道事故調査委員会の鉄道部会長だった佐藤泰生元委員に接触を図ったことが発覚。土屋隆一郎副社長（事故対応担当審議室室長兼任）から指示を受けて接触し「中間報告書の解説や日程を教えてもらった」と説明。会社ぐるみで事故調の委員に接触を図っていた実態が判明した。鈴木副本部長は「情報を早く入手し、安全対策に貢献したかった。軽率で不適切だった」と謝罪した。ただし「昔からの付き合い。会社ぐるみとは思っていない」と釈明もした。
この2つの報告書漏洩を受け、JR西日本は山崎取締役と土屋副社長の辞任を発表した。

## マスメディア
報道では、事故が起こった路線名の表記が分かれた。朝日新聞、神戸新聞、サンテレビは、東海道本線大阪駅 - 尼崎駅間と福知山線尼崎駅 - 篠山口駅間の愛称である「JR宝塚線」を使用しているが、それ以外のマスメディアでは正式名称の「福知山線」を使用している。
在阪テレビ局の社員も通勤中に事故に巻き込まれ、死亡あるいは負傷した者がいた。

### 番組編成（テレビ）
テレビ各局は事故発生後40分前後から画面上へのテロップによる速報を流し始めた。その後、10時前にNHK総合が臨時ニュースを編成したあたりから、通常放送を中止して報道特別番組に切り替える動きが出始め、10時30分の時点で、NHKおよび民放各局が放送中の通常番組を打ち切ったり内容を変更したりして、列車事故に関するニュースを（おおむね18時台のワイドニュース終了時まで）報じた。
NHK総合では、事故を起こした電車に乗り合わせていた神戸放送局の小山正人チーフアナウンサーの第一報に基づき、9時43分8秒に速報テロップを送出。その後、『生活ほっとモーニング』を中断して、9時46分から11時54分まで特設ニュースを放送した。また、正午のNHKニュースのあとも、朝の連続テレビ小説『ファイト』の再放送を除き、18時15分までJR西日本の記者会見や、専門家の見方なども含めて、特設ニュースを放送した。さらに『NHKニュース7』を20時15分（45分延長）まで、『NHKニュース10』を23時10分（15分延長）まで放送し、この事故を伝えた。
日本テレビ系の『ザ!情報ツウ』ではNHKでの報道開始とほぼ同じタイミングで事故の一報を報じ、10時前後より事故現場上空のヘリコプター空撮映像を交えて繰り返し報じたり、子画面に中継映像を出したりながら通常放送が行われた。
一部の在阪民放局では19時以降も通常番組を中止し、報道特別番組を編成したほか、事故発生翌日以降も関連ニュースを特別番組などとして伝え続けた。

### 報道のあり方
事故直後の報道機関は、事故当日にJR西日本社員が「第1種A体制」を優先せず懇親行事を取りやめずに開催していたことが分かり、当時のJR西日本の体質を安全軽視であると批判した。また奈良県の関西本線（大和路線）・王寺駅では駅員を盗撮するメディアも現れたほか、懇親行事を行った京都府内のレクリエーション施設の係員に対しても「なぜやめさせないのか」と質問し報道する事例もあった。このほか、読売新聞大阪本社の記者がJRの記者会見会場で度を過ぎた詰問調の質問（暴言）を浴びせたとされる事例もあり、のちに同社は謝罪した。
ただちに危険につながるものではない（数m程度の）オーバーランは従来より全国各地で日常的に一定割合で発生しているが、この事故を契機に小規模なインシデント（事故を引き起こす危険性が高い事態だったが、実際には事故にならなかった案件）が連日取り上げられて報道されるようになった。2010年には、同様に全国で発生している自動列車停止装置の作動による急ブレーキ作動の事案について、JR西日本がこれを公表していないとして多くの報道機関に報道されたが、この中では遺族に取材して「あきれました」などといったコメントを流す事例もあり、報道に対する批判が殺到した。なお、自動列車停止装置の作動による緊急停止の事案をすべて公表している鉄道会社はほかになく、公表の是非そのものに関しての考察は報道されなかった。
さらに事故当時、一部の報道機関が取材ヘリを現場に飛ばし、要救助者の声や生体反応をローター音で遮ってしまい救出活動を妨げたとされる。これは新潟県中越地震でも問題になっていた直後であるほか、昼夜問わず取材ヘリを飛ばしたため近隣住民の迷惑ともなったとされ、インターネットコミュニティ上で報道機関に対する批判が出た。
また、321系の営業運転開始前後に207系の配色変更が行われたことや、321系で採用された「0.5Mシステム」が、当事故の影響で急遽決定、あるいは設計変更を行ったような報道も存在した。これらに対してJR西日本側は関連性を言及しておらず、特に後者に関しては事故発生前に125系で採用されているうえ先頭台車が付随台車になっており、先頭の台車を重くすることによって脱線転覆を防止できる点や最後尾の台車を重くすることで軌道回路に素早い検知をさせるといった点では有利でない。

### 番組への影響
- JR西日本一社提供の関西テレビの『走れ!ガリバーくん』は、2005年（平成17年）10月に『GO!GO!ガリバーくん』（関西・中国圏を地盤とする企業を中心とした複数社提供）に改題して番組が終了するまで公共広告機構（現・ACジャパン）の啓発CMがスポットとして流れていた（関西テレビと同時ネットの放送局のみ）。
- JR西日本が実施する“DISCOVER WEST”キャンペーンが、事故の影響で2005年（平成17年）は中止。テレビCMも見合わせた。
- 2001年（平成13年）よりJR西日本が実施しているアニメ『名探偵コナン』のミステリーツアーの2005年度企画は、発売直前で中止になった。翌2006年・2007年[注 21]も中止され、3年後の2008年から再開された。
- 2005年（平成17年）5月7日に公開予定だった映画『交渉人 真下正義』は鉄道事故を描写しており、公開の延期を求める声などが出たため、その予告編において内容を差し替えたり、個々の劇場の判断でカットなどの措置が取られた。実際の映画は予定通り公開された。偶然にも、本作品のロケ地の一つとして、この脱線事故の列車の停車駅である加島駅が使われていた（作中では永田町駅として登場）。
- 『遠くへ行きたい』（よみうりテレビ制作、日本テレビほか）、『よしもと新喜劇』（毎日放送、他局はスポンサーが異なる）などのJRグループ提供の番組においても、一時期は公共広告機構の啓発CMに差し替えていた。また、それ以外の鉄道関係の企業各社も同様に差し替えている。
- NHKはBShiで放映中だった『列島縦断 鉄道乗りつくしの旅〜JR20000km全線走破〜』について、遺族や負傷者の心情を考慮するため、放送延期の対応をとった（詳細）。
- 毎日放送の『ちちんぷいぷい』で「恋のマイアヒ」の空耳Flashムービーを紹介した際、「脱線してんの」と聞こえる部分が放送上カットされた。その後も2021年の番組終了時までこの箇所の歌詞は「脱税してんの」に変更されていた。また同局で5月1日放送予定であった『情熱大陸 鉄道で時代を分析する政治学者 原武史』の放送が延期された[86]。
- 『タモリ倶楽部』の企画「全日本踏切大賞」が遅れネット局の朝日放送で放送されなかった（テレビ朝日での本放送は事故の3日前だったため、影響無し）。
- BSフジで再放送されていた『きかんしゃトーマス』は、事故発生直後に機関車が脱線する場面があるエピソードは放送内容がすべて変更された。
- テレビ朝日系列の報道番組『報道ステーション』は、事故発生当時オープニング映像が曜日別で使用されていたが、同年9月まで金曜日は他の曜日の映像に差し替えられていた[注 22]。

## その他の影響

### 社内スポーツ活動への影響
脱線事故を受け、社内運動部であるJR西日本硬式野球部はすぐに活動自粛を発表、7月には日本野球連盟に休部届を提出して活動休止となり、毎年行われていたJRグループの対抗戦も中止となった。その後、8年間の休部状態を経て、2013年に活動を再開し、現在に至る。

### 日本国外の反響
この事故は日本国外でも大きな反響を呼び、各国の報道機関が報道したほか、フランスのジャック・シラク大統領、ドイツのヨシュカ・フィッシャー外務大臣、アメリカ合衆国のコンドリーザ・ライス国務長官、王毅・駐日中華人民共和国特命全権大使、潘基文・大韓民国外交通商部長官も、日本国政府に弔意を表明した。

### 省令改正
福知山線脱線事故を受け、国交省では鉄道の安全性を向上させるため、鉄道に関する技術上の基準を定める省令の改正を行い、2006年3月24日に公布、同年7月1日に施行した。
運転士が酒気帯びまたは薬物を使用した状態での列車の運転を禁止
速度制限装置の設置
- 曲線、分岐器、線路終端、その他重大な事故を起こすおそれのある箇所への速度を制限する装置の設置を義務化[87]。
  - ただし、旅客輸送を行わない路線は除外[87]。
  - 臨時列車であって、同一乗務員室に2人以上の運転士が乗務し、速度制限箇所においてブレーキ操作を補助できる場合は除外[87]。

運転士異常時列車停止装置の設置
- 運転士が疾病等により運転ができなくなった場合、自動的に列車を停止させる装置（EB装置またはデッドマン装置）の設置を義務化[87]。
  - ただし、自動列車保安装置により安全が確保されている路線[注 23]や、同一乗務員室に2人以上の運転士が乗務する車両は除外[87]。

運転状況記録装置の設置
- 列車または運転指令所などに、列車の運転状況（現在時刻、速度、走行地点、ノッチ操作の記録、自動列車保安装置の動作、列車無線の通話内容など）を1日分以上記録する装置の設置を義務化[87]。
  - ただし、最高速度が40 km/h 以下の車両や、構造上の理由により搭載できない場合は除外[87]。

防護無線装置の別電源給電化
- 防護無線装置が補助回路及び蓄電池からの電源供給が断たれた場合においても、自動的に別電源に切り替わる装置の設置を義務化[89]。
  - ただし、防護無線装置であり、非常発報装置などは対象になっていない[89]。
  - 運転台設置とは別に、蓄電池内蔵の可搬型防護発報装置を併用することも省令基準に適合する[89]。

## 派生した事件
事故発生後、これに関連・便乗した事件が発生した。以下はその一部である。
- 事故には直接関係のないJR西日本の乗務員・駅係員に対する暴言や暴行、嫌がらせなどが相次いで発生した[90][91]。
- 振替輸送を行う路線において、混雑が増したことに便乗した痴漢などの犯罪が増加した[92]。
- 複数の路線で、脱線事故を真似て線路上に自転車を置き、列車に衝突させる事件が相次ぎ、逮捕者や補導者が出た[93]。
- 事故列車に乗り合わせていたと偽り、JR西日本から見舞金をだまし取ったとする詐欺容疑で複数人が逮捕された[94][95][96][97]。
- 電留線に止めてあった電車に「107命」などの落書きが行われた[98]。

## 類似事故
急カーブを含む類似事故を以下に記す。
- モーペス鉄道事故（5回発生）- イングランド
- マルボーン・ストリート鉄道事故 - アメリカ
- 鹿児島本線特急列車曲線過速度脱線事故 - 当事故と似通った発生条件での事故
- ローズデール列車事故（英語版） - オーストラリア
- ウォーターフォール鉄道事故（英語版） - オーストラリア
- メトロバレンシア脱線事故 - スペイン（2006年）
- 山東省列車衝突事故 - 中国（2008年）
- サンティアゴ・デ・コンポステーラ列車脱線事故 - スペイン（2013年）
- 2015年アムトラック脱線事故 - アメリカ（2015年）
- エックヴェルスハイム脱線事故 - フランス（2015年）
- 宜蘭線普悠瑪号脱線事故 - 台湾（2018年）

## 関連番組
- ナショナル ジオグラフィック チャンネル
  - 『ニッポン・アワー』 - 「JR福知山線脱線事故〜奇跡の救出劇〜」[注 24]内で、当事故の発生した瞬間の再現や検証などを放送した。
  - 『衝撃の瞬間』第6シリーズ 第6回 - 「福知山線脱線事故〜RUNAWAY TRAIN〜」』でも、当事故の発生した瞬間の再現や検証などを放送した。この放送では、前から2両目の車両に乗車し、重症を負った男性乗客などの生存者やJR西日本労働組合書記長および実際に日勤教育を受けた元JR西日本社員の証言などが放送された。また、当番組内では、再現の形で日勤教育の内容（の一部）が放送された。（2013年2月11日放送）
- NEXT 未来のために「対話は何を生んだのか〜遺族とJR西日本の10年〜」 - ウェイバックマシン（2016年3月5日アーカイブ分） - NHK総合テレビ（2015年4月30日）
- 『NNNドキュメント』（NNN系列・いずれも読売テレビ制作）
  - 「沈黙の代償 〜JR脱線・鉄道員たちの後悔〜」（2005年6月25日）
  - 「倖せの素描 尼崎脱線事故・命の記録」（2007年2月4日）
  - 「最後の生存者 JR脱線事故 旅立ちの春」（2008年5月4日）
  - 「“命”を運ぶ電車 JR事故4年 父と娘の闘い」（2009年4月19日）
  - 「命を運ぶ電車〜JR脱線事故10年 遺族の執念〜」（2015年4月26日）
  - 「兄ちゃんのために－JR脱線事故15年　鉄路の安全を求めて－」（2020年4月26日）
- 『テレメンタリー』 - 「刻まれた記憶〜JR脱線事故5年〜」 - 朝日放送（2010年5月3日）
- 『ETV特集』（NHK教育テレビ）
  - 「春は巡ってきたけれど…　〜JR福知山線脱線事故・遺族の一年」（2006年4月22日）
  - 「福知山線脱線事故 ある遺族とJR 3年間の対話」（2008年5月4日）
- 『クローズアップ現代』（NHK総合テレビ）
  - 「緊急報告 福知山線脱線事故」（2005年4月26日）
  - 「置き去りにされた安全」（2005年5月25日）
  - 「JR脱線事故 消えない心の傷」（2005年7月25日）
  - 「体質は改善されたのか」（2006年4月25日）
  - 「“安全”改革は進んだか」（2007年4月23日）
  - 「被害者が問う事故調査」（2011年4月26日）
  - 「“企業の罪”は問えるのか〜JR福知山線脱線事故8年〜」 （2013年4月24日）
  - 「いのちをめぐる対話 〜遺族とJR西日本の10年〜」（2015年4月20日）
- 『ホリデーにっぽん』 - 「生き残ってなお…〜JR脱線事故の負傷者たち〜」 - NHK総合テレビ（2009年5月6日）
- 『ハイビジョンふるさと発』 - 「いのちのきずな〜JR脱線事故・救命の22時間〜」 - NHK BS hi（2008年7月3日）
- 『Brakeless』（イギリスほか数カ国、公共放送サービスで放映） - ITVS（英語版）制作・三宅響子監督[99]
  - この作品により、インデペンデント・レンズ（英語版）が2014年度のピーボディ賞を受賞した。
  - 『BS1スペシャル』 - 「Brakeless（ブレーキなき社会）〜JR福知山線脱線事故9年〜」- NHK BS1（2014年4月29日）
- 『家族たちの明日〜尼崎列車事故から1年〜』 - フジテレビ（2006年4月21日）[100]
  - この番組はドキュメンタリー番組ではないが事故の犠牲者と遺族の姿を3話のオムニバスで描いたドラマである[101]。
- 第15回FNSドキュメンタリー大賞ノミネート作品『事故調査〜JR福知山線脱線事故1年〜』 - 関西テレビ放送（フジテレビでは2006年7月16日）[102]
- 『私は生きる〜JR福知山線事故から2年』 - 毎日放送（2007年3月19日）[103]
  - この番組は、第3回日本放送文化大賞テレビ・グランプリを受賞した[104]。
- 『危機の心理学』 - 放送大学（2017年度開設の講義）
  - 第3回「事故に遭う危機」で、本事故が授業教材として扱われた。
- 『戦後重大事件の新事実〜事件発生から○年〜』 - TBSテレビ（2017年11月29日）
  - この放送では、事故発生の瞬間を目撃した女性の証言や先頭車両に乗車し負傷した毎日放送カメラマン及び同じ車両に乗車し負傷した当時大学生だった男性、更にその男性を10年にわたり取材した毎日放送アナウンサーのインタビューが放送された。なお、電車が脱線するシーンは、上述の「ナショナルジオグラフィックチャンネル・衝撃の瞬間6 第6話『福知山線脱線事故〜RUNAWAY TRAIN〜』」の再現映像が使われた。
- 『ザ!世界仰天ニュース』 - 日本テレビ（2018年12月11日・2019年2月13日・2024年2月6日）
  - 当時の状況を再現したVTRが放送された。

## 関連書籍
- 川島令三『なぜ福知山線脱線事故は起こったのか』草思社。ISBN 4-7942-1428-6。
- 山口栄一 著、山口栄一 編『JR福知山線事故の本質 企業の社会的責任を科学から捉える』NTT出版、2007年。ISBN 978-4-7571-2196-6。
- 鈴木ひろみ、山口哲夫『JR西日本の大罪』五月書房、2006年。ISBN 9784772704311。
- 信楽列車事故遺族会・弁護団『信楽列車事故―JR西日本と闘った4400日』現代人文社。ISBN 9784877982591。
- 山下亮輔『18歳の生存者―JR福知山線事故、被害者大学生の1000日』双葉社。ISBN 4575300284。
- 大井良『鉄道員裏物語』※最後のページに本事故についての記載がされている。彩図社 ISBN 978-4-88392-765-4。